# Kempense gotiek

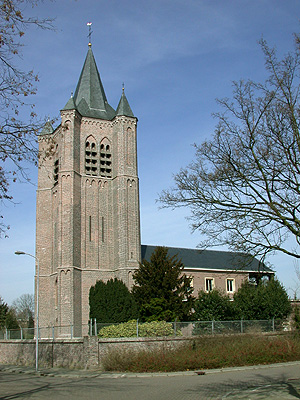
Woensel: Oude toren

Kempense gotiek, ook wel Kempische gotiek genoemd, is een bouwstijl die in de 15e eeuw ontstond in de Kempen en daar op grote schaal werd toegepast bij de bouw van kerken. De stijl bereikte zijn hoogtepunt in de eerste helft van de 16e eeuw. De Kempense gotiek wordt algemeen beschouwd als een variant van de Brabantse gotiek maar heeft daar, in tegenstelling tot de andere variant, de Demergotiek, weinig kenmerken mee gemeen. De stijl vond ook buiten de Kempen enige toepassing.
De stijl kenmerkt zich als plattelandsvariant door een sterke vereenvoudiging van de klassieke gotiek. Met de Brabantse gotiek heeft de Kempense gotiek het gebruik van het koolbladkapiteel gemeen. Baksteen is het belangrijkste bouwmateriaal. Kerken hebben veelal een basilicale of pseudo-basilicale opzet, waarbij de zijbeuken gedekt worden door een lessenaarsdak. Schip en zijbeuken zijn meestal in hout en slechts in enkele gevallen in steen overwelfd; luchtbogen ontbreken echter geheel. Het koor heeft een stenen gewelf. Portalen hebben meestal de vorm van een korfboog. Vaak is een transept aanwezig. 
In Nederland zijn slechts weinig kerken in de stijl van de Kempense gotiek bewaard gebleven; met name in de tweede helft van de 19e eeuw zijn er veel gesloopt en vervangen door nieuwbouw. Het best bewaard zijn de Sint Martinuskerk in Weert (Hallenkerk), de hervormde kerk van Helvoirt en de oude kerk van Middelbeers. Een ander voorbeeld is de kerk van Chaam, waarvan echter de bijzondere toren in 1944 werd opgeblazen en daarna niet werd herbouwd. Ook in België zijn slechts weinig kerken intact gebleven. De kerk van Poppel, overigens grotendeels een naoorlogse reconstructie, geeft echter een goede indruk van de stijl. 

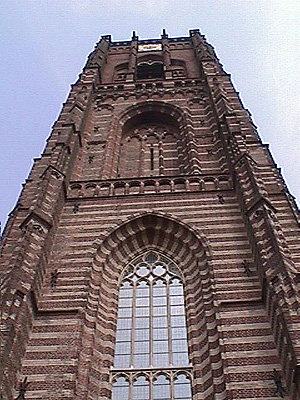
Oirschot: toren Sint-Petruskerk

Talrijker zijn de bewaard gebleven torens. Hierbij is een opmerkelijke evolutie waar te nemen. De oudste torens uit de 15e eeuw kenmerken zich in de meeste gevallen door zware overhoekse steunberen en een haast romaans aandoende ornamentering met ondiepe nissen en friezen met veelal ronde vormen. Vaak is een van de steunberen gecombineerd met een veelhoekige traptoren. In enkele gevallen ontbreken de steunberen geheel. Voorbeelden van dergelijke torens bevinden zich in Nederland onder meer in Waalre, Dongen, Son en Breugel zowel in Son als in Breugel, Beek en Donk, Eindhoven (Woensel), Bakel en Lage Mierde. Voorbeelden in België zijn, behalve in Poppel, onder andere te vinden in Baarle-Hertog, Lommel, Peer en Ravels.
Geleidelijk vond een verfijning van de nissen plaats en werden de rondbogen verdrongen door spitsbogen. In de laatste fase, in de 16e eeuw, zijn de nissen dieper naarmate ze zich hoger in de toren bevinden. Elke hoek van de toren wordt in de meeste gevallen ondersteund door twee steunberen die onder een hoek van 90 graden staan ten opzichte van elkaar. Vaak zijn de torens versierd door het gebruik van natuursteen in de vorm van speklagen. Voorbeelden in Nederland zijn onder meer torens te Weert, Oirschot en Hilvarenbeek. Van deze laatste bevindt zich een vrij getrouwe kopie in het Gelderse Asperen. Belgische voorbeelden zijn torens te Weelde en Sint-Lenaarts. Ook de toren te Hoogstraten, in 1944 verwoest en daarna volledig herbouwd, wordt wel tot deze groep gerekend maar behoort, als werk van Rombout II Keldermans,  eigenlijk tot de echte Brabantse gotiek.